# 베도라치
베도라치(tidepool gunnel, Pholis nebulosa)는 농어목 황줄베도라치과의 물고기이다. 